# Bildungssystem in Thailand
Das Bildungssystem in Thailand ist dreistufig und wird hauptsächlich durch das thailändische Bildungsministerium bereitgestellt. In der thailändischen Verfassung sind 12 Jahre freies Lernen in der Schule garantiert, wobei 9 Pflichtschuljahre vorgesehen sind.
Die zwölfjährige Schulzeit ist aufgeteilt in sechs Grundschuljahre und sechs Jahre in der Sekundarstufe, die wiederum in zwei dreijährige Phasen aufgeteilt wird. Vor den Grundschuljahren wird an vielen Orten eine Vorschulerziehung im Kindergarten von etwa zwei bis drei Jahren angeboten. Neben diesen Schulformen existieren auch meist kostenpflichtige unabhängige Schulen, die einen wesentlichen Beitrag zur Bildungsinfrastruktur beitragen, sowie berufsbildende Schulen.
Die Steuerung und Verwaltung öffentlicher und privater Universitäten obliegt dem Universitätsministerium.

## Schulsystem in Thailand
Im Rahmen der Schulausbildung gibt es vier Phasen:
- Prathom 1–3 (Alter: 6 bis 8), Schulpflicht
- Prathom 4–6 (Alter: 9 bis 11), Schulpflicht
- Matthayom 1–3 (Alter: 12 bis 14), Schulpflicht
- Matthayom 4–6 (Alter: 15 bis 17), aufgeteilt in einen akademischen und einen berufsbildenden Zweig

Schüler, die den akademischen Zweig wählen, setzen ihren Bildungsweg üblicherweise an der Universität fort. Berufsbildende Schulen bieten Programme an, die die Schüler auf die Arbeit oder für weiterführende Studien vorbereiten.
Der Zugang zu Matthayom 4–6 erfolgt über die erfolgreiche Ablegung eines Examens. Nach jeder Phase müssen die Schüler den nationalen Ausbildungstest (NET, National Education Test) bestehen, um in die nächste Phase übergehen zu können. Nach Matthayom 6 können die Schüler an zwei Tests teilnehmen: dem gewöhnlichen nationalen Ausbildungstest (o-NET, Ordinary National Educational Test) und dem fortgeschrittenen nationalen Ausbildungstest (A-NET, Advanced National Educational Test).
Öffentliche Schulen werden von der thailändischen Regierung unterhalten. Der private Schulsektor besteht aus profitorientierten Privatschulen und beitragspflichtigen nicht-profitorientierten Schulen, die meist von Wohltätigkeitsorganisationen unterhalten werden. So leitet beispielsweise die Erzdiözese Bangkok allein 43 größere Grund- und weiterführende Schulen. Schulen auf den Verwaltungsebenen Muban (Dorf) und Tambon (Gemeinde) bieten typischerweise Kindergarten (anubaan) und Grundschule an, während in den Städten des Landkreises Einheitsschulen bis zum Alter von 14 Jahren sowie getrennte Sekundarschulen für 11- bis 17-jährige angeboten werden.
Aufgrund der monetären Situation sind ländliche Schulen weit weniger gut ausgestattet als die Schulen in den Städten und auch der Ausbildungsstandard ist niedriger. Viele Sekundarschüler nehmen deshalb eine tägliche Anfahrt von 60 km und mehr in Kauf, um städtische Schulen besuchen zu können.
Ein massives Problem, das auch den Bildungssektor betrifft, ist die Korruption in Thailand. Vor allem in ländlichen Gegenden müssen sich Lehrer oftmals ihre Anstellung erkaufen. Die Schulleitung wählt dadurch die Lehrkräfte nicht nach deren Qualifikationen aus, sondern die Stellen werden an den oder die Meistbietenden vergeben.
Mit europäischen Standards ist die thailändische Bildungskultur nicht zu vergleichen oder zu verstehen. In vielen Schulen ist es Schülern, die etwas nicht verstanden haben, nicht gestattet diesbezügliche Fragen zu stellen. Dies gilt in der thailändischen Kultur als äußerst unhöflich und zieht für den Schüler meist negative Folgen nach sich. Als Unterrichtsmethodik herrscht der Lehrervortrag vor.

## Schuljahr
Das Schuljahr in Thailand ist in zwei Semester eingeteilt. Für Grund- und Sekundarschulen beginnt das Schuljahr um den 15. Mai und endet im März des folgenden Jahres. Zwischen den Semestern sind im September zwei- bis dreiwöchige Ferien. Die lange schulfreie Zeit im Sommer (in Thailand März, April, Mai) korrespondiert mit der heißen Jahreszeit und dem jährlichen Wasserfest (Songkran) Mitte April, dem thailändischen Neujahrsfest. Schulen beachten alle öffentlichen und buddhistischen Feiertage; internationale Schulen schließen üblicherweise über die Weihnachtsfeiertage bis zu Neujahr.

## Schuluniformen
Das Tragen von schulischen Uniformen ist für alle Schüler und die meisten Angestellten und Lehrer Vorschrift.

### Schüler und Studenten

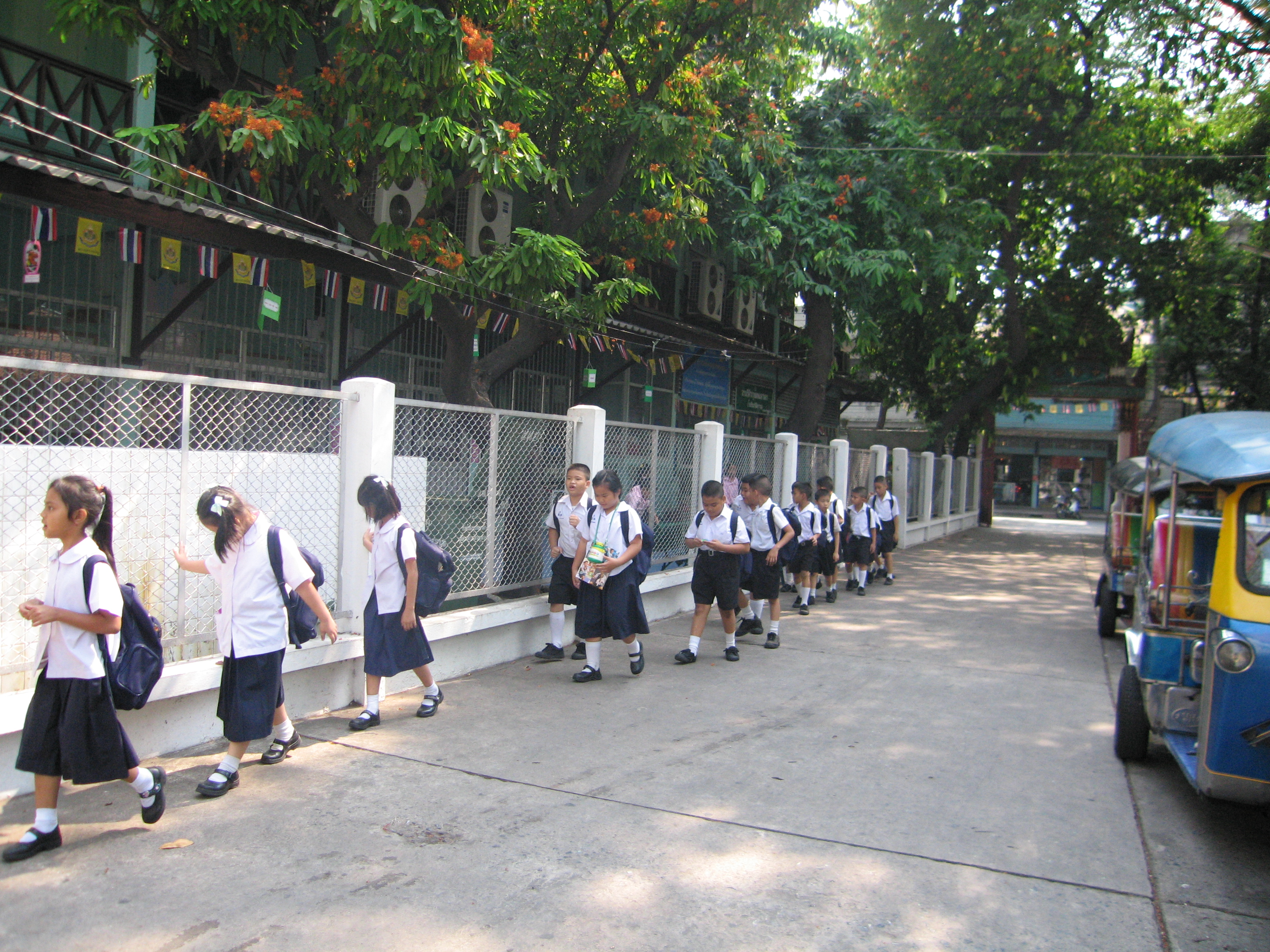
Thailändische Schülerinnen und Schüler in Schuluniformen

Jungen tragen typischerweise weiße kurzarmige Hemden mit offenem Kragen und knielange dunkelblaue, braune oder schwarze Hosen sowie lange Strümpfe und braune oder schwarze Turnschuhe. Mädchen tragen eine weiße Bluse mit einer hängenden Fliege, knie-lange dunkelblaue oder schwarze Röcke, kurze weiße Socken und schwarze Halbschuhe. Nach Matthayom 4 wird die Bluse und die Fliege durch ein hellblaues Hemd mit offenem Kragen ersetzt. Oft sind die Namen des Schülers sowie die Abkürzung der Schule auf dem Hemd oder auf der Bluse aufgenäht.
Auch im Kindergarten tragen die Kinder Uniformen, die aus weißen Hemdchen besteht. Für die Jungen sind rote kurze Hosen und für die Mädchen rote Röcke Vorschrift. In allen thailändischen Schulen ist der Donnerstag typischerweise der Pfadfinder-Tag. Dann werden von den Jungen beige Pfadfinder-Uniformen und von den Mädchen dunkelgrüne Anführer-Trachten als Kombination oder Kleid getragen. Dazu trägt man üblicherweise gelbe Halstücher. Manche Schulen variieren die Farben ein wenig.
Die Uniformen der Universitätsstudenten sind im ganzen Land: lange schwarze Hosen und weiße langärmelige Hemden für die Männer, weiße Blusen und glatte oder gefältelte Röcke für die Frauen. Ab dem dritten Studienjahr tragen Männer eine dunkle Krawatte.

### Angestellte und Lehrer
In den unteren Dienstgraden der öffentlichen Bediensteten trägt man Uniformen im Militärstil. An privaten Schulen werden die Angestellten und Lehrer gebeten, diskrete attraktive Uniformen zu tragen, während an Universitäten keine Kleidervorschrift herrscht. Hier genügt büromäßige Kleidung.

## Primar- und Sekundarstufe
Das Curriculum der Primarstufe umfasst acht Fächer:
- Thai
- Mathematik
- Naturwissenschaften
- Sozialkunde
- Gesundheit und Sportunterricht
- Kunst und Musik
- Technologie
- Fremdsprachen

Im Rahmen der One Child, One Tablet-Politik der Regierung von Yingluck Shinawatra werden seit dem Herbst 2012 alle Erstklässler an staatlichen Schulen mit Tablet-PCs mit dem Android-Betriebssystem ausgestattet. Ab Matthayom 4 können die Schüler ein oder zwei Wahlfächer belegen. Am populärsten sind heutzutage die Naturwissenschaften und die Mathematik. Daneben werden auch weitere Fremdsprachen und Vertiefung der Sozialkunde angeboten.

## Berufsausbildung
Die Kommission für Berufsunterricht leitet derzeit 404 Berufsschulen und -kollege, davon 21 in Bangkok. Etwa eine Million Schüler besuchen die berufsbildenden Schulen des Landes, die nach dem deutschen Vorbild der dualen Ausbildung ausgerichtet sind.
Die technische und berufliche Ausbildung beginnt ab Matthayom 4, wenn die Schüler entweder in den beruflichen oder den akademischen Zweig eingeteilt werden. Derzeit lernen etwa 60 % im akademischen Zweig und 40 % im beruflichen Zweig. Die Regierung unternimmt Versuche, zu einer gleichgewichtigen Zahl der Schüler zu gelangen.
Die technische und berufliche Ausbildung wird in drei Ebenen angeboten:
1. Zeugnis der Berufsausbildung (Bo Wo Cho) während der höheren Sekundarstufe
2. das technische Diplom (Bo Wo So), nach der Schulausbildung erreicht
3. das höhere Diplom, das zur Hochschulreife führt und dem in Deutschland geläufigen Zweiten Bildungsweg entspricht.

Die Berufsausbildung wird auch durch private Institutionen bereitgestellt.

### Duale Ausbildung
Die aktive Beteiligung des privaten Sektors ist entscheidend für den Erfolg der dualen Berufsausbildung. 1995 führte das Department of Vocational Education (Abteilung für Berufsbildung) nach dem deutschen Modell die duale Ausbildung im Berufsbildungssektor ein. Dabei lernen die Schüler sowohl die theoretischen Grundlagen ihres Faches als auch die praktischen Auswirkungen in Privatbetrieben.

### Studentenzahlen
Die thailändische Kommission für Berufsausbildung (Vocational Educational Commission) weist für das Jahr 2005 folgende Zahlen aus:
- Technische Kollegs 290.058
- Industrie- und Gemeinschaftskollegs 137.377
- Betriebswirtschaftliche und Tourismus-Kollegs 3.480
- Handelskollegs 16.266
- Kollegs für Kunsthandwerk und Goldschmiedekunst 2.739
- Polytechnische Kollegs 36.304
- Kollegs für Landwirtschaft und Technologie 34.914
- Kollegs für Industrie und Schiffbau 2.391
- Fischerei-Kollegs 1.510
- Zentren für landwirtschaftliches Ingenieurwesen 806
- Private berufsausbildende Schulen 340.000

## Tertiäre Ausbildung

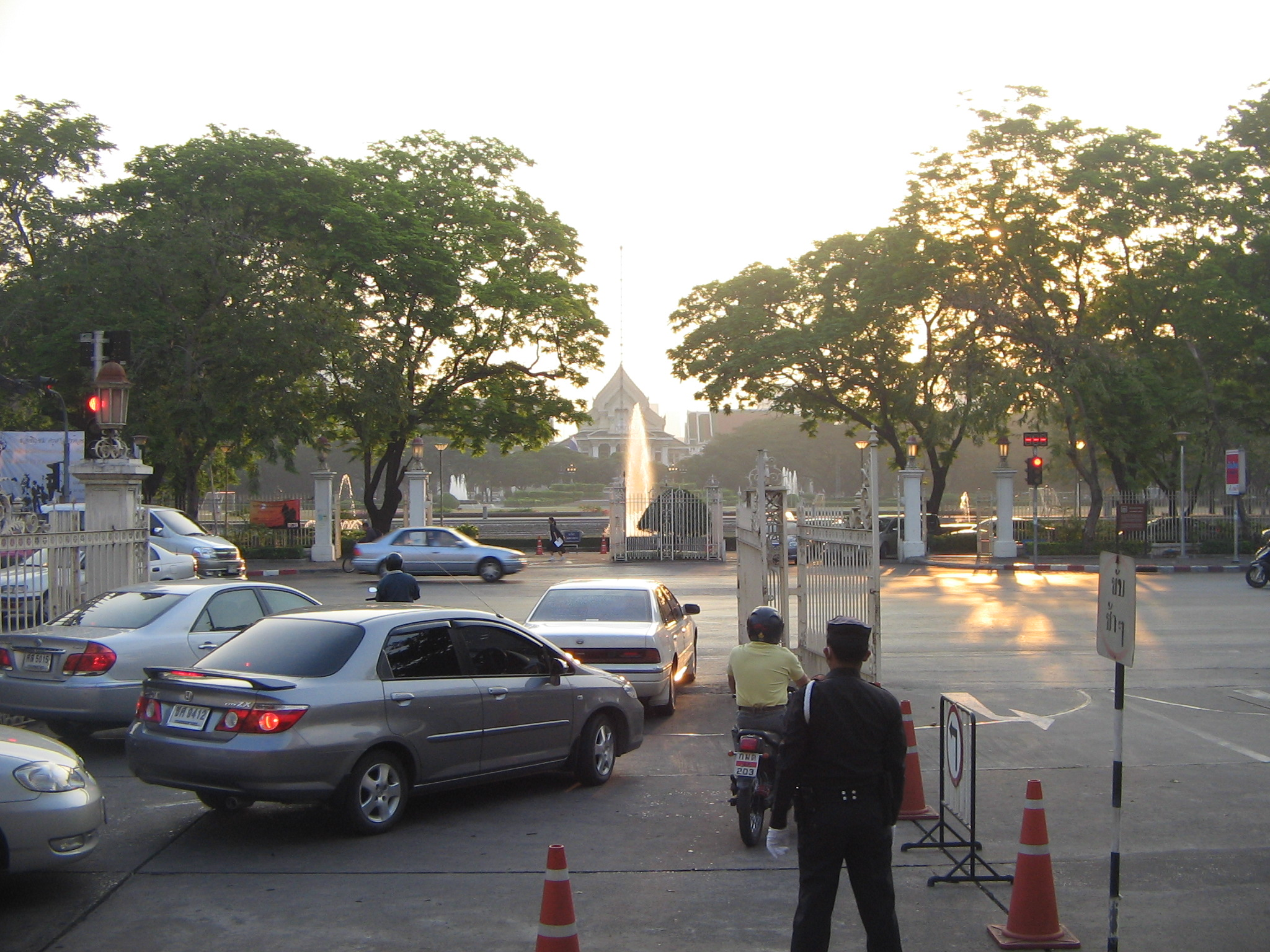
Haupteingangstor zum Gelände der Chulalongkorn-Universität

Die öffentlichen und privaten Universitäten von Thailand stehen unter der Aufsicht des Universitätsministeriums. Zwischen etwa 2001 und 2006 nahm die Zahl der Universitäten im Land dramatisch zu, da die Regierung unter Thaksin Shinawatra viele öffentliche Institute in einem nicht unumstrittenen Schritt in Universitäten umbenannte.
Im Times Higher Education Supplement rangiert die Chulalongkorn-Universität in Bangkok auf dem 46. Platz für Sozialwissenschaft und auf dem 60. für Biomedizin. Die Kommission für Höhere Bildung vergab im September 2006 die Auszeichnung „exzellent“ an drei Universitäten des Landes:
- Chulalongkorn-Universität
- Universität Chiang Mai
- Mahidol-Universität

In mehr als der Hälfte der Provinzen gibt es Rajabhat-Universitäten, vormals Rajabhat-Institute, die traditionell für die Ausbildung von Lehrern sorgten.
Eine Übersicht über die Universitäten des Landes bietet die Liste der Universitäten in Thailand.

### Zugang
Zum Abschluss der Sekundarstufe müssen die Schüler das zentrale Universitätszulassungssystem (CUAS, Central University Admission System) absolvieren; es besteht zu 50 % aus den Ergebnissen der O-NET und A-NET Tests. die andere Hälfte ergibt sich aus dem Notendurchschnitt des Matthayom 4. Seit 2001 wurden viele Änderungen und Experimente am landesweiten Zulassungssystem für die Universitäten durchgeführt, doch ist noch keine von allen akzeptierte Lösung gefunden worden. Nach dem Sieg der Phak Palang Prachachon im Dezember 2008 und der Rückkehr zur Demokratie wurden erneut Änderungen am System angekündigt. Diese bestehen im 2009 eingeführten General Aptitude Test in Englisch mit den Bereichen Lesen, Schreiben, Analytisches Denken, Problemlösen und englische Sprache.
Gegenwärtig (2009) sichten die Universitäten etwa 70 % der Schüler in Eigenregie direkt, während die restlichen 30 % aus dem nationalen Zugangssystem verteilt werden.

### Ausbildungsprogramme
Das thailändische Universitätssystem ist am US-amerikanischen orientiert. Es gibt Bachelor- und Master-Studiengänge sowie Postgraduate-Programme.
Die meisten Bachelor-Studiengänge fordern vier Jahre Studium bei voller Anwesenheit. Ausnahmen bilden die Pharmazie und die Architektur, die fünf Jahre erfordern, sowie der Doktor der Zahnmedizin, der Medizin und der Tierheilkunde, die sechs Jahre erfordern. Die Masterstudiengänge dauern ein oder zwei Jahre. Zum Abschluss ist die Fertigung einer Abschlussarbeit oder eines Schlussexamens notwendig. Nach dem Master-Abschluss können sich die Studenten für ein zwei- bis fünfjähriges doktorales Programm bewerben. Es besteht aus Kursen, Forschung und dem erfolgreichen Anfertigen der Dissertation.

## Internationale Schulen
Als internationale Schule gelten gemäß der Definition der thailändischen Regierung „alle Ausbildungseinrichtungen, die nach einem internationalen Curriculum oder nach einem selbstorganisierten Curriculum anders als das des Bildungsministeriums arbeiten, Während der Lehre und des Lernens wird eine Fremdsprache benutzt, und die Studenten werden ohne Ansehen ihrer Herkunft und Nationalität zugelassen, sind jedoch nicht gegen die Ethik und Stabilität von Thailand eingestellt“.
Das Curriculum muss vom Bildungsministerium geprüft und anerkannt werden. Das Erlernen der thailändischen Sprache und Kultur ist Pflicht für jede Lernstufe und jeden Schüler. Das Bildungsministerium schreibt noch weiteres vor:
- Lage der Schule
- Größe des Areals
- Anzahl der Schüler entsprechend den Ausmaßen der Klassenräume
- Anlage der Sanitäreinrichtungen

Die Verwaltung und der Rektor/Direktor müssen thailändische Staatsangehörige sein.

## Lehrerausbildung
Die Lehrerausbildung findet entweder an Universitäten (kontrolliert durch das Ministerium für Universitätsangelegenheiten) oder durch Lehrerkollegs (gesteuert durch die Abteilung für Lehrerausbildung im Bildungsministerium) statt. Die Ausbildungsprogramme sind heutzutage meist schülerzentriert und viele Universitäten bieten Demonstrationsschulen mit Primar- und Sekundarstufe an, an denen Universitätsangehörige oder Ausbildungslehrer lehren.

## Organisation des Bildungswesens in Thailand

### Infrastruktur
Praktisch alle Dörfer (muban) unterhalten eine Grundschule, die meisten Gemeinden (tambon) wiederum stellen Schulen für Klassen 1–9 zur Verfügung und alle Landkreise (amphoe) bieten Schulen bis zur Sekundarstufe (matthayom 1–6) an. Viele Landkreise haben auch Berufsschulen für Schüler ab 15.
Da die öffentlichen Schulen nicht ausreichen, um alle Schüler zu versorgen, stellen Privatschulen – die von der Regierung überwacht werden – eine wichtige zusätzliche Komponente der Bildungsinfrastruktur in Thailand dar. Das Niveau der privaten Schulen ist meist höher als das der öffentlichen Schulen. Teure und exklusive Privatschulen, meist auf internationaler Basis, bieten eine außergewöhnlich gute Ausbildung, und die meisten Schulabgänger gehen ihren Ausbildungsweg an renommierten internationalen Universitäten weiter.
Wohltätigkeitsorganisationen sorgen ebenfalls für die Grundversorgung der Ausbildung mit niedrigen Ausbildungskosten. Das Niveau ist relativ hoch. Einige der preiswerten Privatschulen werden hauptsächlich aus Profitgründen geführt, um an Regierungsgelder heranzukommen und weniger, um eine gute Ausbildung anzubieten. Sie sind von öffentlichen Schulen in Bezug auf Gebäude, Ressourcen, Kompetenzen und Klassenstärke kaum zu unterscheiden.
An ländlichen Schulen kommt es häufig zu Fehlzeiten bei Schülern, aber auch bei Lehrern, aufgrund familiärer Verpflichtungen oder wegen Feldarbeit. Manche Schulen schließen während der Zeiten, in den Reis gepflanzt und geerntet wird.

### Verwaltung
Die Gliederung der Verwaltung im thailändischen Bildungssystem ist sehr komplex und führt zu mehrfachen Zuständigkeiten verschiedener Stellen in den vielen Ministerien und Ämtern, die für die Ausbildung und die Aufstellung von Richtlinien zuständig sind. Seit 1980 liegt die Verantwortung für die Primarstufe des allgemeinen Schulwesens nicht mehr beim Innenministerium, sondern beim Bildungsministerium. Die Ausbildung von Lehrern wird sowohl vom Bildungsministerium als auch vom Ministerium für Universitätsangelegenheiten gesteuert und überwacht.

### Budget
Thailand gibt etwa 27 % seines Bruttosozialprodukts für Bildung aus. Das meiste Geld stammt aus dem Staatshaushalt, doch tragen auch die Provinzen und andere lokale Behörden hierzu bei. Die Asian Development Bank, die Weltbank und die OECF helfen mit Anleihen und technischer Unterstützung beim weiteren Ausbau des thailändischen Bildungssystems.

### Forschung
Die Anfänge der pädagogischen Forschung in Thailand gehen auf das Jahr 1955 zurück, als in Bangkok das International Institute for Child Study errichtet wurde, das heute Behavioural Science Research Institute heißt und sowohl Grundlagen- als auch angewandte Forschung durchführt. In den 1960er Jahren begannen das Bildungsministerium und die Nationale Ausbildungskommission, eine Abteilung des Büros des Premierministers, mit Forschungsprojekten zur Bildungssituation des Landes. Nachfolger dieser ersten Ansätze führten zur Initiative der Bildungsreform in Thailand während der Jahre 1999 bis 2002. Heute wird die pädagogische Forschung weitgehend von den Universitäten, insbesondere von Fakultäten für Pädagogik, betrieben.
Die Nationalbibliothek Thailand und die meisten anderen Universitätsbibliotheken sind miteinander vernetzt und auch über das Internet erreichbar.

## Geschichte des Bildungssystems in Thailand
Thailand, oder unter seinem alten Namen Siam, ist eine Monarchie, die seit dem Sturz von König Prajadhipok 1932 konstitutionell ist. Dennoch wird der König traditionell fast wie ein Gott verehrt. Er ist auch der Beschützer der wichtigsten Religion des Landes, des Theravada-Buddhismus. Im Gegensatz zu allen anderen asiatischen Staaten zwischen dem Nahen Osten und China war Thailand nie eine direkte Kolonie einer europäischen Macht. Seit Ende des 19. Jahrhunderts fand und findet ein lang anhaltender Modernisierungs- und Öffnungsprozess des Landes statt, der praktisch alle Lebensbereiche der Menschen, einschließlich der Bildung, erfasst hat.
Das Bildungssystem in Thailand hat eine lange Entwicklung hinter sich. In alter Zeit sorgten ausschließlich die buddhistischen Mönche für die Schulbildung, indem sie die Kinder in den Tempelräumen unterrichteten. Im 19. Jahrhundert übernahmen Institutionen des Königs nach und nach die Ausbildung, und heute hat Thailand ein modernes und funktionierendes Bildungssystem, das seine Bürger zu mehr Lebensqualität und zu nachhaltiger Entwicklung führen soll.
Die Geschichte des thailändischen Bildungssystems kann in vier Perioden eingeteilt werden:
- Vormodernisierung (vor etwa 1870)
- Erste Modernisierungsphase (1870–1932)
- Zweite Modernisierungsphase nach Entstehen der konstitutionellen Monarchie (1932–1978)
- Dritte Modernisierungsphase zur demokratischen Gesellschaft und nationale Entwicklung (seit 1978)

### Vormodernisierung

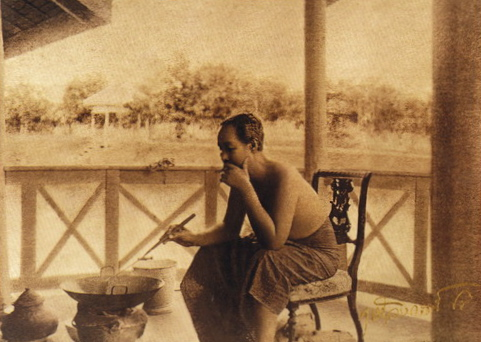
König Chulalongkorn beim Kochen

In alter Zeit lagen die Ziele der absoluten Herrscher vor allem in Sicherung der nationalen Integrität und Schaffung einer stabilen Ordnung im Lande. Dies mag erklären, warum lange Zeit Disziplin und Ordnung, Gehorsam gegenüber Höhergestellten und andere soldatische „Tugenden“ in der thailändischen Gesellschaft eine große Rolle spielten.
Die Landwirtschaft war nicht nur eine Lebensweise, sondern eine Lebensform, die die Basis für Traditionen, den Glauben und den Alltag prägte und prägt. Die engen Beziehungen in den kleinen ländlichen Gemeinschaften zusammen mit dem tief verankerten buddhistischen Glauben führten dazu, dass die Aufmerksamkeit mehr auf geistig-moralische Werte als auf andere wichtige Aspekte der Bildung gerichtet war.
In der Phase vor der Modernisierung gab es drei soziale Einrichtungen, die für die Bildung zuständig waren: die Familie (baan), der Tempel (wat) und der königliche Palast (wang). Meist wurden Jungen in die Schule geschickt. Die Familie sorgte für die informalle Bildung, meist gerichtet auf landwirtschaftliche Themen und soziale Aspekte. Der Tempel unterrichtete Jungen in den Bereichen Buddhismus und Sprachbildung. Der Palast übernahm die Ausbildung von jungen Regierungsbeamten und Soldaten. Mädchen wurden überwiegend in der Familie ausgebildet, wo sie zu guten Hausfrauen erzogen werden sollten. Hausarbeit, soziale Kompetenzen und berufliches Wissen waren die wesentlichen Themen.
Während der Zeit des Reiches Sukhothai (1238–1378) deckte das Königshaus mit seinem ratchabandit, der königlichen höheren Ausbildung, den Bildungsbedarf der eigenen Familie ab, während die Tempel für die einfachen Leute zuständig waren. Unter König Narai dem Großen (1656–1688) entstand das chindamani von Phra Horathibodi, das als erstes Lehrbuch der thailändischen Sprache und Schrift angesehen wird und wohl als Gegenpol zum wachsenden Einfluss französischer Jesuiten gesehen werden kann, die unter König Narai in Siam missionarisch tätig waren. Nach dem gewaltsamen Tod von König Narai wurden die Kontakte mit dem Westen weitgehend unterbrochen. Erst Mitte des 19. Jahrhunderts entstand auf Initiative englischer und französischer Forscher und Kaufleute ein neuer Austausch.
Nach etwa 1860, unter König Mongkut, wurde Siam stärker in den Handel mit Übersee, insbesondere mit Europa, einbezogen. Der Einfluss des Westens wurde mehr und mehr fühlbar, auch durch die wachsende Umklammerung des Landes durch die Kolonialmächte England im Westen (Birma) und im Süden (Malaya) sowie Frankreich im Osten (Kambodscha und Laos). Man erkannte, dass die Kenntnis westlicher Sprachen notwendig war, und heuerte ausländische Lehrer an, wie etwa Anna Leonowens.
Einen Eindruck zu der etwas anderen Auffassung über Zucht und Ordnung in der siamesischen Schule auf dem Land vor hundert Jahren vermittelt Ernest Young:

“The school opens at nine. The boys arrive between ten and eleven, and the head master puts in his appearance when he has finished his breakfast. The only part of the unwritten time-table that is punctually kept is the time for closing.”

„Die Schule fängt um neun Uhr an. Die Jungen kommen zwischen zehn und elf, und der Schullehrer erscheint, wenn er sein Frühstück beendet hat. Der einzige Punkt der ungeschriebenen Unterrichtszeiten, der pünktlich eingehalten wird, ist der Schulschluss.“

### Erste Modernisierungsphase

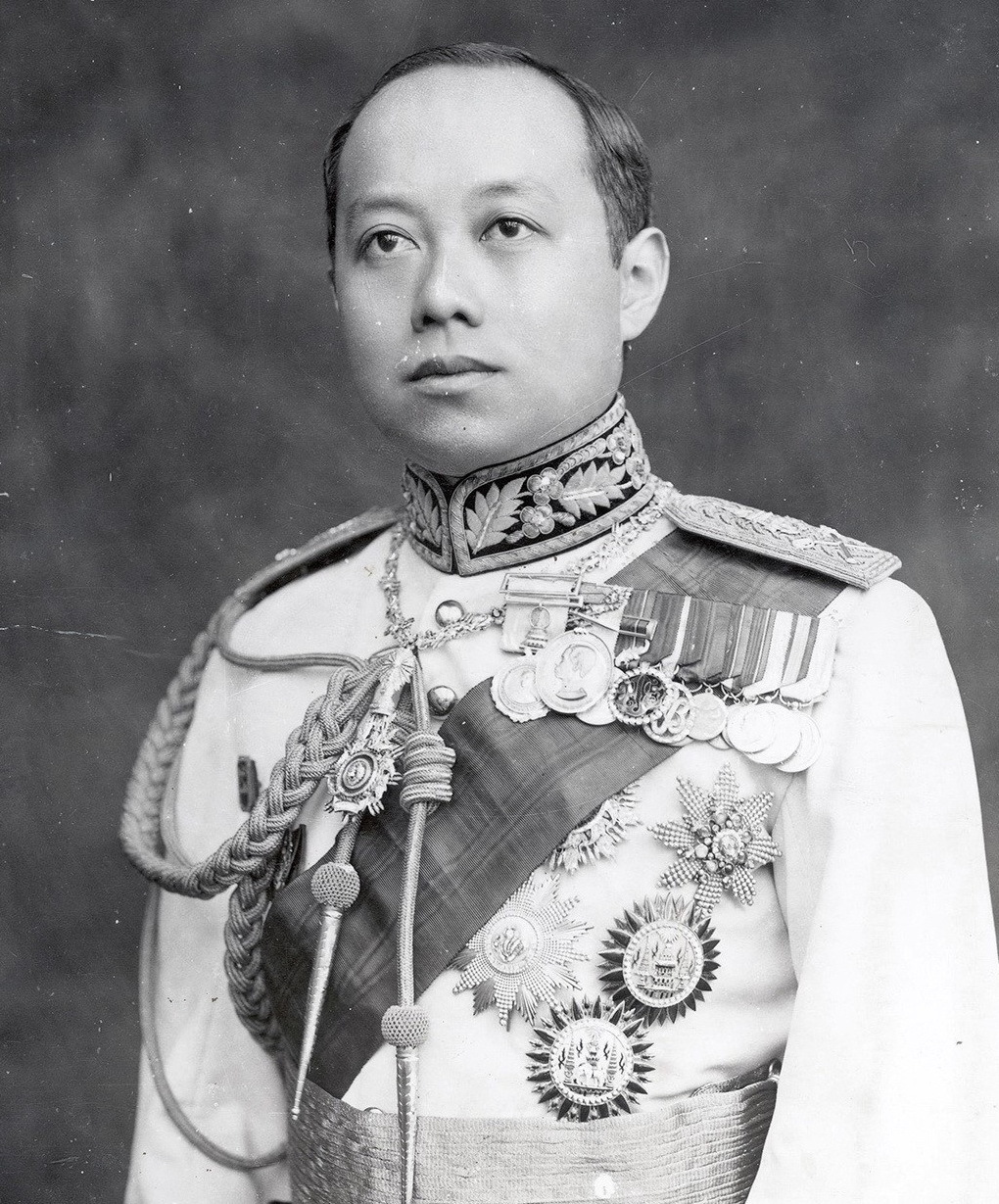
König Vajiravudh (Rama VI.)

Mit dem Beginn der Regierung von König Chulalongkorn (Rama V.) wurde die Ausbildung als ein Mittel zur Schaffung nationaler Sicherheit und für die Modernisierung des Landes angesehen. Ein am Westen orientiertes Ausbildungssystem wurde schrittweise eingeführt. Die erste Schule öffnete 1871 im Königspalast, um die Söhne des Königs, der Prinzen und höherer Beamten auszubilden. Ziel des Königs war es aber, gleiche Chancen für seine eigenen Kinder und die Kinder der Ärmsten im Lande bereitzustellen.
Die Schulpflicht wurde durch ein Gesetz von König Vajiravudh (Rama VI.) 1921 eingeführt. Zwischen 1898 und 1921 gab es vier Reformen des siamesischen Schulsystems. Priorität war zunächst die Heranbildung neuer Eliten, die in einer modernisierten Verwaltung ihren Beitrag leisten konnten. Neben der ethischen Ausbildung mussten die neuen Eliten auch grundlegendes Wissen in Wissenschaft und Technologie erhalten, um die Modernisierung nicht nur zu verstehen, sondern gegebenenfalls auch vorantreiben zu können. Sie hatten einerseits Fremdsprachen, meist Englisch, aber auch andere Sprachen, zu beherrschen und andererseits die siamesische Kultur hochzuhalten. Patriotismus und Loyalität gegenüber dem Königshaus war eine Grundvoraussetzung. Um die gemeinen Leute am modernen Bildungssystem jener Zeit teilhaben zu lassen, suchte Chulalongkorn die Tempel in das Bildungssystem einzubeziehen und sie als traditionelle Bildungsplattform zu nutzen. Dies scheiterte aus vielerlei Gründen.
König Vajiravudh (Rama VI.) erkannte die Notwendigkeit der allgemeinen Schulpflicht, die allen Schülern Grundlagenwissen und ethische Erziehung vermitteln sollte, daneben die Eigenschaften eines guten Staatsbürgers und die Fähigkeit, sich durch eigene Arbeit selbst zu versorgen. Aber er erkannte auch Gefahren, die durch die Verwestlichung der traditionellen Kultur der Siamesen erwachsen konnte und versuchte dies, durch Stärkung des Nationalgefühls auszugleichen. Dazu errichtete er eine Kadettenanstalt als Musterschule, die „gute Staatsbürger“ heranziehen sollte, die dem Königshaus treu ergeben waren und sich in guter körperlicher Verfassung befanden. Damit einher ging die Etablierung des Pfadfinderwesens, das noch heute in Thailand eine Rolle spielt.
In seinem Buch zu den Prinzipien der offiziellen Praxis spricht der König von 10 Tugenden eines guten Bürgers:
- Kompetenz
- Ausdauer
- Klugheit
- Wissen über geeignete Praktiken und richtiges Verhalten
- Pflichterfüllung
- Ehrlichkeit
- Wissen um menschliches Verhalten
- Flexibilität
- Fähigkeit sich selbst zu versorgen
- Loyalität gegenüber der Nation, der Religion und der Monarchie.

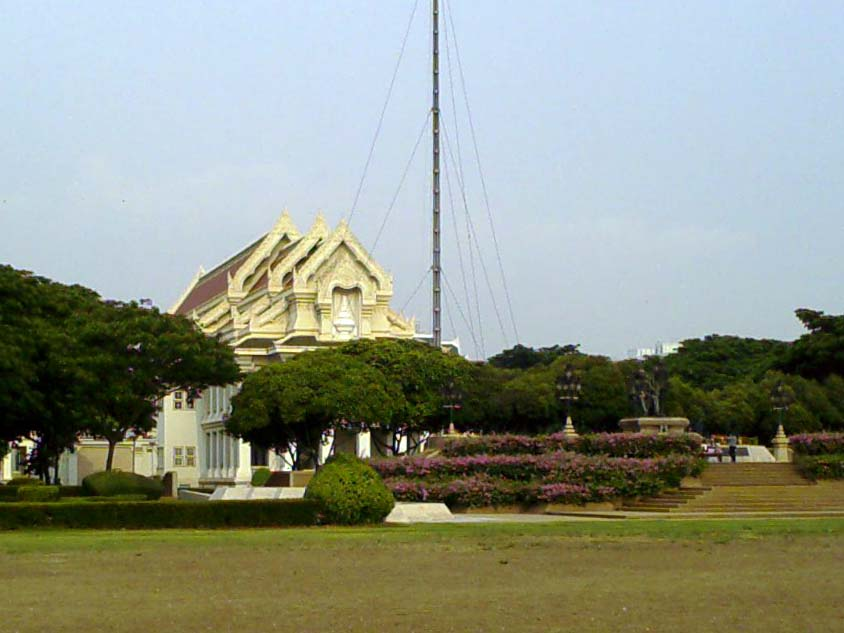
Auditorium der Chulalongkorn-Universität, Bangkok

Die erste Modernisierungsphase ist gekennzeichnet von der Schaffung eines formalen säkularen Curriculums mit Schulen, die außerhalb der Tempel angesiedelt waren. Der Einfluss des Westens, vornehmlich aus England (Gott, König und Vaterland), führte auch zu einer immer größeren Zahl von Studenten, die außerhalb Siams studierten. 1916/17 wurde die erste Universität des Landes, die Chulalongkorn-Universität, gegründet.

### Zweite Modernisierungsphase (1932–1978)
Die dritte Periode in der Geschichte des thailändischen Bildungssystems reicht von 1932 bis etwa 1978. 1932 erfolgte der Sturz der absoluten Monarchie im Lande, die seit den Zeiten der Königreiche von Sukhothai (gegründet 1238) und Ayutthaya (gegründet 1351) auf dem Gebiet des heutigen Thailand die Macht innegehabt hatte. Der Sturz war nicht endgültig, wie 14 Jahre vorher im Deutschen Reich, sondern führte nach zähen Verhandlungen zu einer Konstitutionellen Monarchie mit dem König als Repräsentanten des Staates ohne Einfluss auf die täglichen Regierungsgeschäfte – und damit auch auf die Bildungspolitik.
Die neue Regierung verfolgte eine Politik der Vereinheitlichung der Ausbildung, wobei die alten Werte der Loyalität gegenüber der Nation, der Gesellschaft, der Familie und gegenüber sich selbst hochgehalten wurden. Nach dem Beitritt zu den Vereinten Nationen im Jahr 1946 konnte Thailand in vielfacher Hinsicht von deren Planungen und Projekten profitieren. Der erste nationale Entwicklungsplan für die Bildung aus dem Jahr 1951 brachte wichtige Neuerungen für das Bildungssystem Thailands. Hier wurde der erste Versuch unternommen, die Ziele der Bildung im Lande verständlich zu machen und zusammenzuführen. Anfang der 1960er Jahre entstand das Büro für nationale Bildungsplanung, das eine Planung aufsetzte, in der die Schüler auf Bewahrung des nationalen Erbes, die Schaffung guter Bürger für die Demokratie und die Stärkung der nationalen Identität in den Vordergrund traten. Die nationale Entwicklung und die Ausbildung von Arbeitskräften wurden betont aus Gründen sozialer und wirtschaftlicher Bedürfnisse des Landes.
Zwischen 1954 und 1977 entstand ein nach und nach aufgeblähtes Curriculum, das für die Schüler und Unterrichtenden kaum mehr zu bewältigen war. Die Schüler wurden auf eher theoretischer Basis unterrichtet. Sie wussten um die Richtigkeit oder Falschheit ihrer Taten, aber nicht um deren Konsequenzen oder Folgen. Dennoch leiteten vier Prinzipien die Inhalte des Bildungsplans: die Werte der Herzensbildung, der Gesundheit (Körpererziehung), der Geistes- und Berufsausbildung.

### Moderne Entwicklung des Bildungssystems in Thailand
Die Nationale Versammlung beschloss 1977 einen neuen Entwurf für die Bildung, der verbesserte Curricula für die Primar- und die Sekundarstufe vorsah. Das System wurde auf 6-3-3 geändert, also sechs Jahre Grundschule, drei Jahre untere und drei Jahre obere Sekundarstufe.
Die Grundschule deckt danach vier Bereiche ab: (1) Erlernen von Fertigkeiten, (2) Förderung von Lebenserfahrung, (3) Persönlichkeitsentwicklung und (4) arbeitsorientierte Ausbildung.
1. Das Erlernen von Fertigkeiten deckt die Mathematik und die thailändische Sprache ab,
2. Lebenserfahrung integriert die Naturwissenschaften, Sozial- und Gesellschaftskunde,
3. Persönlichkeitsentwicklung wird in Sportunterricht, Kunst, Musik, Ethikunterricht und Bürgerkunde behandelt
4. Praktische Fertigkeiten beinhalten z. B. Handarbeiten und andere Fähigkeiten des täglichen Lebens.

Das Curriculum für die Sekundarstufe wendet die gleichen Prinzipien an, doch bietet es den Schülern mehr Freiheiten bei der Belegung von Kursen an. Vorherige Curricula setzten auf getrennte Kurse zu Sozialkunde, Bürgerkunde, Ethik, Erdkunde und Geschichte. Bei einer Änderung des sozialen Umfelds waren die Inhalte nicht mehr wirksam. Das neue Curriculum hatte nur noch zwei Kurse zur Bürgerkunde: Sozialkunde als Pflichtfach und Buddhismus als Wahlpflichtfach. Zusätzlich wurde die Bürgerkunde in allen Kursen des Curriculums integriert, beispielsweise werden die Schüler im Unterricht zu den Naturwissenschaften dazu angehalten, rational, analytisch und objektiv zu sein. Die wissenschaftliche Methode wird verglichen mit den vier edlen Wahrheiten des Buddhismus, die alle Probleme des Lebens zu lösen versprechen. Die Bürgerkunde erstreckt sich sowohl über regionale thailändische Inhalte, als auch über Nachbarländer, Asien und die Welt.
Seit 2001 begann das Bildungsministerium mit der Entwicklung neuer landesweiter Curricula, die das schülerzentrierte Modell des Unterrichts betont. Zwischen 2001 und 2006 brachten einige der wichtigsten Verbesserungen des thailändischen Bildungssystems: Computer in den Schulen und bessere Bedingungen für den Fremdsprachenunterricht. Besonders soll zu einer erheblich verbesserten Situation beim Austausch von Studenten und Wissen mit dem Ausland führen. Experimente mit einer dezentralisierten Verantwortlichkeit des Bildungssystems bis auf Provinzebene erwiesen sich jedoch als nicht praktikabel. Und auch mehrere Ansätze für ein transparentes Zulassungsverfahren zur Universität scheiterten aufgrund
- unterschiedlicher politischer Interessen,
- Versuche der Universitäten, unabhängig zu agieren, und Gegenbewegungen hierzu,
- schweren Fehlern bei der Verwaltung, und
- ungeeigneten Curricla in den Schulen.